# ウィリアム・マクスウェル (第5代ニスデール伯爵)
ウィリアム・マクスウェル（William Maxwell, 5th Earl of Nithsdale, 1676年 - 1744年3月2日）は、スコットランドの貴族、ジャコバイト。第5代ニスデール伯爵。ステュアート朝に忠誠篤いカトリック貴族の1人として、1715年ジャコバイト蜂起に参加した。

## 生涯
第4代ニスデール伯爵ロバート・マクスウェル（1627/8年 - 1683年）と、初代ダグラス侯爵ウィリアム・ダグラスの娘ルーシー（1713年没）の間の長男として生まれた。生地はおそらくダンフリーズ郊外のテレグルズ城である。幼くして父を亡くし、母から熱烈なカトリック信仰とステュアート王家に対する忠誠心を叩きこまれて育った。
成人を迎えて間もない1697年にサン＝ジェルマン＝アン＝レーのジャコバイト宮廷を訪れ、名誉革命で故国を追われたジェームズ2世および7世王に忠誠を誓った。またこの時、ジェームズ王の側近ポウィス侯爵の娘ウィニフレッド・ハーバートと知り合う。マクスウェルは1699年にウィニフレッドと結婚し、妻を連れてテレグルズ城に戻った。マクスウェルとその家族は、国教会遵奉者が圧倒的多数を占める低地地方において数少ない有力なカトリック信徒だったため、ニスデール伯爵家の領地は長老派教会の勢力から頻繁に攻撃の対象とされた。マクスウェルはイエズス会の司祭を匿っているという難癖をたびたび付けられ、そしてジャコバイト勢力と結びついていると長く疑われていた。
1715年のジャコバイト反乱の際、マクスウェルはしばらく逡巡した後、ダンフリーズとジェドバラにおいてジェームズ3世および8世王に対する忠誠を宣言し、ヘクサムに陣取っていたトマス・フォースター将軍率いるジャコバイト主力軍に合流した。マクスウェルは同年11月上旬のプレストンの戦いに敗れて他のジャコバイト指導者と共に捕縛、ロンドン塔に連行され、反逆罪で有罪となって死刑を宣告された。
彼の死刑執行予定日は1716年2月24日とされた。処刑予定日の前夜、マクスウェルは妻ウィニフレッド（塔内の夫の牢屋への出入りを許可されていた）の用意周到な手引きによって、ロンドン塔からの脱獄に成功した。彼は妻の侍女の衣服を着て女装することで、看守の目を盗んで牢を抜け出すことに成功したのである。マクスウェルはローマに逃亡し、異国の地で貧しいながらも妻と幸福な暮らしを送り、亡くなった。